# 함준후
함준후(1988년 6월 16일 ~ )는 대한민국의 농구 선수이며, 안양 KGC인삼공사 농구단 소속이다. 포지션은 포워드이다. 개명 이전의 이름은 함누리이다.

## 생애
1978년 방콕 아시안 게임 여자 농구 금메달리스트인 정희숙의 아들로 태어났으며, 그의 누나인 함예슬 또한 여자 프로 농구 선수로 활동했다. 서울삼광초등학교, 용산중학교, 용산고등학교, 중앙대학교를 졸업했고, 2011 KBL 신인드래프트에서 1라운드 4순위로 지명되어 인천 전자랜드 엘리펀츠에 입단했다. 2012년 4월부터 2014년 1월까지 신협 상무 농구단에서 군 복무를 했다. 2016년에 고양 오리온 오리온스로 이적했고, 2020년에 안양 KGC인삼공사 농구단으로 이적했다.